# Ctenus thorelli
Ctenus thorelli là một loài nhện trong họ Ctenidae.
Loài này thuộc chi Ctenus. Ctenus thorelli được Frederick Octavius Pickard-Cambridge miêu tả năm 1897.